# Guanabo
Guanabo est une ville qui se situe à Cuba dans la province de La Havane.

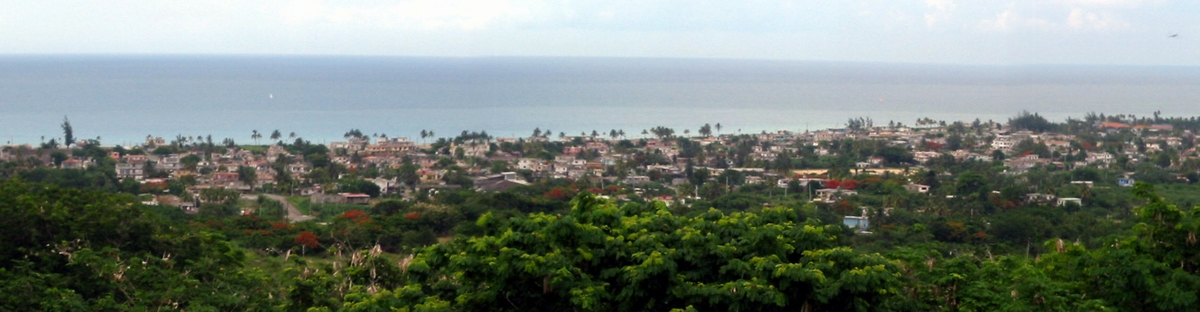
Vue panomarique de Guanabo et de l'Océan atlantique.

La ville se situe au bord de mer.